# Jayang (metropolitana di Seul)
Jayang (자양역 - 紫陽驛, Ttukseom yuwonji-yeok ) è una stazione della metropolitana di Seul servita dalla linea 7 della metropolitana di Seul. Si trova nel quartiere di Gwangjin-gu, a est rispetto al centro della città.

## Linee
Seoul Metro
● Linea 7 (Codice: 728)

## Struttura
La stazione è realizzata su viadotto, e possiede due banchine laterali con due binari con porte di banchina a piena altezza. In totale le aree tornelli sono due, ciascuna con due ulteriori uscite a terra.
| Direzione Jangam            | ● Linea 7 | per Geondae-ipgu, Sangbong, Nowon e Jangam              |
| Direzione Bupyeong-gucheong | ● Linea 7 | per Express Bus Terminal, Isu, Onsu e Bupyeong-gucheong |

## Stazioni adiacenti
| «            | Servizio | »         |
| Linea 7      | Linea 7  | Linea 7   |
| ------------ | -------- | --------- |
| Geondae-ipgu | -        | Cheongdam |